# Antonov An-14
Antonov An-14 Pchelka (tiếng Nga: «Пчелка», "little bee - con ong nhỏ", tên ký hiệu của NATO Clod) là một máy bay đa dụng của Liên Xô

## Thiết kế và phát triển
An-14 thực hiện chuyến bay đầu tiên vào năm 1958. Đây là một máy bay đa dụng STOL 2 động cơ hạng nhẹ, với hai động cơ piston bố trí tròn 300 hp Ivchenko AI-14RF. Công việc sản xuất hàng loạt bắt đầu vào năm 1966, và khoảng 300 chiếc đã được chế tạo đến khi dừng sản xuất vào năm 1972. An-14 đã thất bại trong việc thay thế loại máy bay An-2 hai tầng cánh rất thành công, An-2 còn tiếp tục được sản xuất cho đến năm 1990, (An-2 hiện nay vẫn được sản xuất theo đơn đặt hàng đặc biệt). Mẫu máy bay kế vị An-14 là An-28 với động cơ phản lực cánh quạt, hiện nay An-28 đang được sản xuất tại nhà máy PZL tại Ba Lan dưới tên gọi PZL M-28 Skytruck.
Với đặc điểm bay ổn định, An-14 có thể được điều khiển bởi bất kỳ ai sau một vài giờ huấn luyện cơ bản. Hiện nay vẫn còn khá nhiều An-14 tiếp tục hoạt động.

## Các quốc gia sử dụng
- Afghanistan
  - Không quân Afghan sử dụng 12 chiếc từ 1985 đến 1991.
- Bulgaria
- Đông Đức
  - Không quân Đông Đức
- Guinea
- Liên Xô
  - Không quân Xô viết
  - Aeroflot

## Thông số kỹ thuật (An-14)

### Đặc điểm riêng
- Phi đoàn: 2
- Sức chứa: 7-9 hành khách hoặc 1.320 lb (600 kg) hàng hóa
- Chiều dài: 37 ft 3 in (11.36 m)
- Sải cánh: 72 ft 2 in (22 m)
- Chiều cao: 14 ft 4 in (4.36 m)
- Diện tích cánh: 427.2 ft² (39.7 m²)
- Trọng lượng rỗng: 5.732 lb (2.600 kg)
- Trọng lượng cất cánh: 7.606 lb (3.450 kg)
- Trọng lượng cất cánh tối đa: 8.000 lb (3.630 kg)
- Động cơ: 2× động cơ piston bố trí tròn làm mát bằng khí Ivchenko AI-14RF, 300 hp (224 kW) mỗi chiếc

### Hiệu suất bay
- Vận tốc cực đại: 350 km/h (217 mph)
- Vận tốc hành trình: 175 km/h (121 mph)
- Tầm bay: 1.550 km (963 mile)
  - Tối đa nhiên liệu: 780 km (485 mile)
  - Tối đa tải: 300 km 186 (mile)
- Trần bay: 5.000 m (16.400 ft)
- Vận tốc lên cao: 5.3 m/s (1.043 ft/min)
- Lực nâng của cánh: 87 kg/m² (17.86 lb/ft²)
- Lực đẩy/trọng lượng: 5.75 kg/hp (lb/hp)

## Nội dung liên quan

### Máy bay có cùng sự phát triển
- Antonov An-28
- Antonov An-38

### Máy bay có tính năng tương đương
- Shorts Skyvan
- IAI Arava

### Trình tự thiết kế
An-10 -
An-12 -
An-13 -
An-14 -
An-22 -
An-24 -
An-26